# Trigonoptera maculata
Trigonoptera maculata es una especie de escarabajo longicornio del género Trigonoptera, tribu Tmesisternini, subfamilia Lamiinae. Fue descrita científicamente por Perroud en 1855.

## Descripción
Mide 14 milímetros de longitud.

## Distribución
Se distribuye por Indonesia.